# アズラエル (ゲーム)
『アズラエル』は、フロントウイングが開発した18禁の短編恋愛アドベンチャーゲームである。

## 概要
当初、オムニバスソフト『426』として、同じく短編の『スイートレガシー』『501』と同梱され、2002年4月26日に発売されたが、ダイレクトに死をテーマにした内容が人気を呼び、その後、同社の新ブランドSurvive（サヴァイブ）より2002年12月20日に単品で発売された。

## あらすじ
部活動を引退し、生きる目標を失っていた御崎大悟は、親友の夏梅栄寿や幼なじみの平坂いずみの心配をよそに、不貞腐れ気味。彼らの誘いを断って帰宅する途中、大悟は不思議な女性に声をかけられる。彼女は、大悟の魂を狙う悪魔だったのだ。悪魔に魂を奪われる寸前に死神と名乗る男に助けられる大悟。しかし、死神は悪魔との戦いで力を使い果たしてしまう。
死神の頼みで、彼が力を回復するまでの間、死神の代理として「死の宣告」と「魂の回収」をすることになる大悟。戸惑いながらも仕事をこなす大悟だが、死亡予定者の中で旧知の女性「玉梓冬美」の名を聞き、大いに動揺する。
出逢いと死別。その繰り返しが徐々に大悟を変えていく。

## 登場人物
御崎大悟（みさき だいご）
主人公。藍染川学園3年。夏休みでサッカー部を引退し、やる気を失っている。突然、死神に取り憑かれ、彼の仕事を代行することになる。（名前変更可能）
平坂いずみ（ひらさか いずみ）
声：石橋朋子
藍染川学園3年。美術部所属。主人公の幼なじみ。世話焼きな性格。
玉梓冬美（たまずさ ふゆみ）
声：春野日和
主人公の昔のバイトの先輩。病気で入院しているが、先が長くないということを受け入れている。
安芸月依子（あきづき よりこ）
声：香取那須巳
藍染女学院1年生。常に眼帯をしている。感情表現に乏しく、自らの死を厭わない。
夏目栄寿（なつめ ひでとし）
声：高橋あきお
藍染川学園3年。大悟の悪友。同じサッカー部だったがサボってばかりいた。お気楽な性格。なぜかリーゼント。彼の名前でゲームを始めると…
竜崎伊吹（りゅうざき いぶき）
声：？
大悟のクラス担任。担当は現国と漢文。性格はキツい。
死神（しにがみ）
声：今田鉄夫
大きな鎌を持った男。人間に死を告げ、魂を回収するのが仕事。大悟を守るために悪魔と戦い、力を失う。しばらくの間、大悟を依代として、回復のときを待っている。
悪魔（あくま）
声：？
妖艶な女性の姿の悪魔。神の定める生と死の筋書きを狂わせるのが目的。

## スタッフ
- プロデューサー：MOKA
- ディレクター：スパイマジシャン
- 脚本：たけうちこうた
- 原画：八宝備仁
- 音楽：キャッツ・リバーサイドミュージック
  - OP主題歌「farewells」
作詞：たけうちこうた
作曲・編曲：藤間仁
歌：MASAMI